# Carlos Rittl

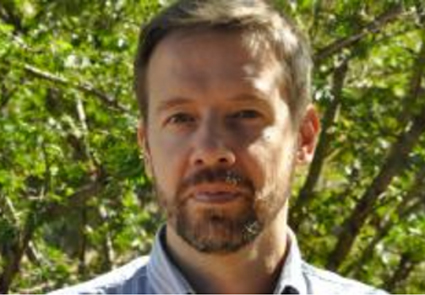
Carlos Rittl.

Carlos Rittl é um cientista e ambientalista brasileiro.
Nascido em São Paulo, formou-se em Administração Pública na Escola de Administração de Empresas de São Paulo, mas depois decidiu voltar-se para as ciências naturais e fez mestrado e doutorado em Biologia Tropical e Recursos Naturais no Instituto Nacional de Pesquisas da Amazônia.
Tem uma atuação destacada na defesa do meio ambiente e nos debates públicos relativos ao aquecimento global. Participou das negociações multilaterais da Convenção-Quadro das Nações Unidas sobre a Mudança do Clima e da Conferência das Nações Unidas sobre Desenvolvimento Sustentável. Entre 2005 e 2007 foi coordenador da Campanha do Clima do Greenpeace no Brasil, de 2009 a 2013 coordenou o Programa de Mudanças Climáticas e Energia do departamento brasileiro do World Wide Fund for Nature, é membro do Conselho Diretor do ramo brasileiro da OSCIP Amigos da Terra, do Conselho Deliberativo do Fundo Socioambiental CASA, e desde 2013 é secretário-executivo do Observatório do Clima, uma rede de relevante trajetória que congrega mais de 40 ONGs ambientais, participa do Fórum Brasileiro de Mudanças Climáticas e produz documentos científicos, descrita pelo cientista Paulo Moutinho como "um dos poucos grupos na sociedade civil brasileira que têm representatividade, pluralidade e longevidade na discussão de mudanças climáticas”, tendo recebido o Prêmio Lide de Meio Ambiente na categoria Mudanças Climáticas, oferecido pelo Lide — Grupo de Líderes Empresariais e pelo Lide Sustentabilidade.
Representou o Observatório no VI Fórum Mundial do Meio Ambiente e na Comissão Nacional para REED+, foi um dos revisores do relatório Biodiversidade do Ministério do Meio Ambiente e do relatório Análise das Emissões de GEE Brasil (1970-2014) e suas Implicações para Políticas Públicas e a Contribuição Brasileira para o Acordo de Paris (2016), produzido pelo Observatório, e colaborou na elaboração do relatório Climate Change Performance Index 2016 da Climate Action Network Europe.